# 1,2-双(二环己基膦基)乙烷
1,2-双(二环己基膦基)乙烷（dcpe）是一种有机磷化合物，化学式为(C6H11)2PCH2CH2P(C6H11)2。它是白色固体，可溶于非极性有机溶剂。它在配位化学中常用作大体积、强碱性的二膦配体。